# Сен-Морис-л’Эгзиль
Сен-Морис-л'Эгзиль (фр. Saint-Maurice-l'Exil) — коммуна во Франции, находится в регионе Рона — Альпы. Департамент коммуны — Изер. Входит в состав кантона Руссийон. Округ коммуны — Вьенн.
Код INSEE коммуны — 38425. Население коммуны на 2007 год составляло 5 523 человека. Населённый пункт находится на высоте от _ до _ метров над уровнем моря. Муниципалитет расположен на расстоянии около 430 км юго-восточнее Парижа, 45 км южнее Лиона, 80 км западнее Гренобля. Мэр коммуны — Francis Charvet, мандат действует на протяжении 2001—2008 гг.
Динамика населения (INSEE):